# Международное шоссе
Междунаро́дное шоссе́ — автомагистраль, ведущая от Ленинградского шоссе к терминалам D, E и F московского аэропорта Шереметьево.
Асфальтобетонная дорога шириной 12 метров, с проезжей частью 6 метров, была построена до аэропорта в начале 1960-х годов, а вошла в состав Москвы 19 марта 1984 года. Шоссе названо в 1985 году по международному аэропорту Шереметьево. Международное шоссе примыкает к федеральной трассе М-10 или «Россия» и региональной автодороге «Старошереметьевское шоссе».

## Расположение
Шоссе начинается в Молжаниновском районе на 15-м километре Ленинградского шоссе и отходит от него на северо-восток в направлении бывшей деревни Мелькисарово, где к нему примыкает слева Охтинская и Мелькисаровская улицы, пересекает реку Клязьма, имеет развязку с «Невой». Далее поворачивает на север и разделяется на подъездную эстакаду к терминалам D, E аэропорта Шереметьево и соединяется с Старошереметьевским шоссе, а оно с Шереметьевским.
На шоссе недалеко от примыкающей к нему Охтинской улицы находятся две остановки общественного транспорта с тем же названием «Международное шоссе», а далее остановки «26-й километр», «Мелькисарово», «Гостиница». Ближайшая станция метро — «Беломорская». По шоссе проходят маршруты московских автобусов № 817, № 851 и № Н1, а также подмосковных автобусов № 38, № 41, № 43 и маршруток № 948 и № 949.
Дорога на основном протяжении имела три полосы движения в каждую сторону, ограничение скорости — 110 км/ч. В направлении к центру города, перед выездом на Ленинградское шоссе сужалась до двух, затем одной полосы движения.
Пресс-служба Государственного бюджетного учреждения Московской области (ГБУ МО) «Мосавтодор» сообщила 23 августа 2016 года о завершении ремонта дороги на участке Международного шоссе с 0 по 5,3 километра, соединяющего аэропорт Шереметьево и Ленинградское шоссе. Выполнен ремонт покрытия участка шоссе, с использованием щебеночно-мастичной асфальтобетонной смеси, обладающей повышенной износоустойчивостью, разметка покрытия нанесена износостойким термопластиком. Также дорожники укрепили обочины. Проезжую часть Международного шоссе расширили до четырех полос, что позволило повысить интенсивность движения до 12 000 автомобилей в сутки, в другом источнике указано что интенсивность движения составляет порядка 30 000 автомобилей в сутки. Также здесь построили путепровод транспортной развязки и организовали безопасный выезд в сторону аэропорта Шереметьево. После проведённых ремонтных работ проезжая часть Международного шоссе переведена в категорию «автомагистраль».
В августе 2017 года была завершена реконструкцию двух параллельных мостов через реку Клязьма возведённых в 1960-е годы. Теперь движение через них  организовано по двум полосам в каждое направление. Протяженность всего реконструируемого участка шоссе с мостами составила 207 метров, каждого сооружения в отдельности — 82,5 метра. Мостовики демонтировали старые параллельные мосты, построил новые и реконструировал подходы к сооружениям.
В начале 2021 года был представлен проект новой автомобильной и железнодорожной развязки на пересечении Ленинградского и Международного шоссе и Октябрьской железной дороги.
В декабре 2021 года началось строительство нового путепровода через пути МЦД-3 (Октябрьская железная дорога), с запасом хода для прокладки линии высокоскоростной магистрали Москва — Санкт-Петербург, длиной 521 метр, высотой в четыре метра и шириной в восемь полос движения, и новых съездов в районе 24-го — 25-го километров Ленинградки, которое завершилось в марте 2024 года, с открытием движения по нему. В рамках проекта создания развязки построена эстакада — съезд с Международного на Ленинградское шоссе в сторону центра города длиной 417 метров с двумя полосами движения в одном направлении, а также съезд с Ленинградского шоссе из центра на Международное шоссе в сторону трассы М-11 или «Нева» протяженностью 566 метров с двумя полосами движения в одном направлении.

## Дома и строения
На Международном шоссе находятся ряд домов и строений, в том числе № 28Б стр. 3 — трехзвёздочный отель «SkyPoint».